# Substancja egzogenna
Substancja egzogenna (związek egzogenny) – związek chemiczny, który nie może być syntetyzowany przez określony organizm, a bierze udział w procesach biochemicznych przebiegających w nim, jako substancja pobrana z otoczenia np. przez układ pokarmowy.
Substancje egzogenne mogą być niezbędne dla funkcjonowania organizmu, jak np. witaminy, aminokwasy egzogenne i egzogenne kwasy tłuszczowe, lub być toksyczne jak np. ksenobiotyki. 